# 徳島県道19号阿南鷲敷日和佐線
徳島県道19号阿南鷲敷日和佐線（とくしまけんどう19ごう あなんわじきひわさせん）は、徳島県阿南市と海部郡美波町を結ぶ県道（主要地方道）である。

## 概要
阿南市から那賀川北岸に沿って走り、那賀町の国道195号丹生谷橋の西詰交差点からは国道195号に重複する。那賀町の川口ダム手前から再び分岐し、山中を南下し美波町の国道55号に至る。
特徴は、北側では那賀川の雄大な流れを眺められ、四国八十八箇所の第20番鶴林寺と第21番太龍寺間の歩行登山口や太龍寺ロープウェイ駅の移動路であるほか、南側では美しい日本のむら景観百選に選ばれた美波町赤松地区を通過する。
那賀町の道の駅鷲の里から北側の阿南市方面は、未改良で幅員が狭く急カーブの多い区間が長く続く。そのため那賀町から阿南市への主要な移動経路は国道195号線経由となっている。これに対し、南側の美波町方面はカーブや急勾配が多いものの2車線が確保されている。がなお終点の国道55号交点は、国道55号の事前通行規制区間（大雨等の際に通行規制される）内である。

### 路線データ
- 延長:37.678 km（平成29年徳島県道路現況調書）
- 起点：徳島県阿南市楠根町
- 終点：徳島県海部郡美波町北河内

## 歴史
- 1954年11月12日 - 徳島県道立江日和佐線に認定[要出典]
- 1959年1月31日 - 主要地方道小松島鷲敷日和佐線として昇格[要出典]
- 1972年3月10日 - 現在の区間が徳島県道19号（主要地方道）小松島鷲敷日和佐線として認定。[要出典]
- 1976年10月5日 - 上記の県道が現在の徳島県道19号阿南鷲敷日和佐線と徳島県道28号阿南小松島線（の一部）に分割。[要出典]
- 1993年（平成5年）5月11日 - 建設省から、県道阿南鷲敷日和佐線が阿南鷲敷日和佐線として主要地方道に指定される[1]。

## 路線状況

### 重複区間
- 徳島県道283号和食勝浦線（阿南市大井町 地内）
- 国道195号（那賀郡那賀町仁宇 - 那賀郡那賀町吉野）

### 道の駅
- 道の駅鷲の里（那賀郡那賀町）

## 地理

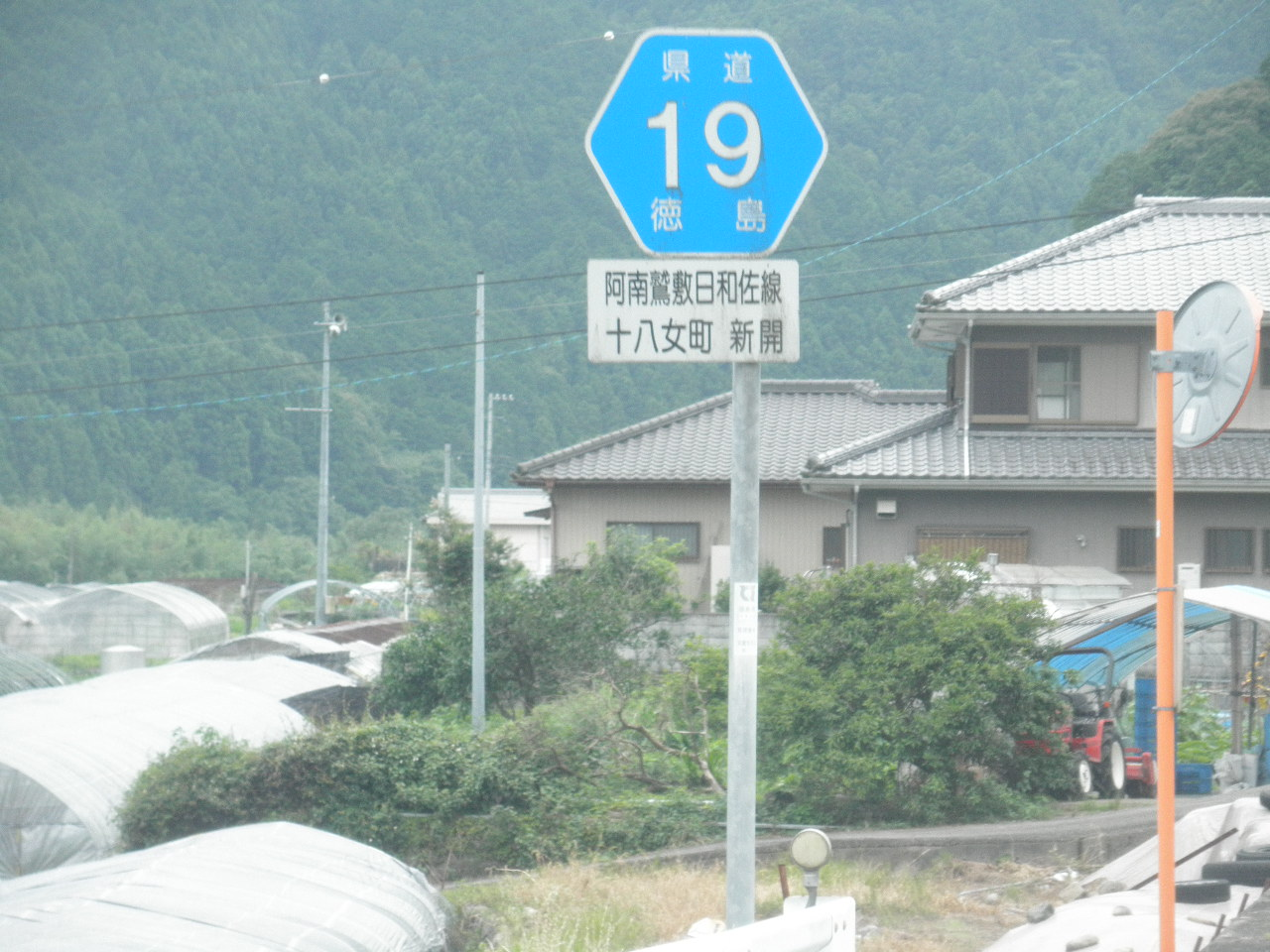
本道の標識
阿南市十八女町字新開で撮影

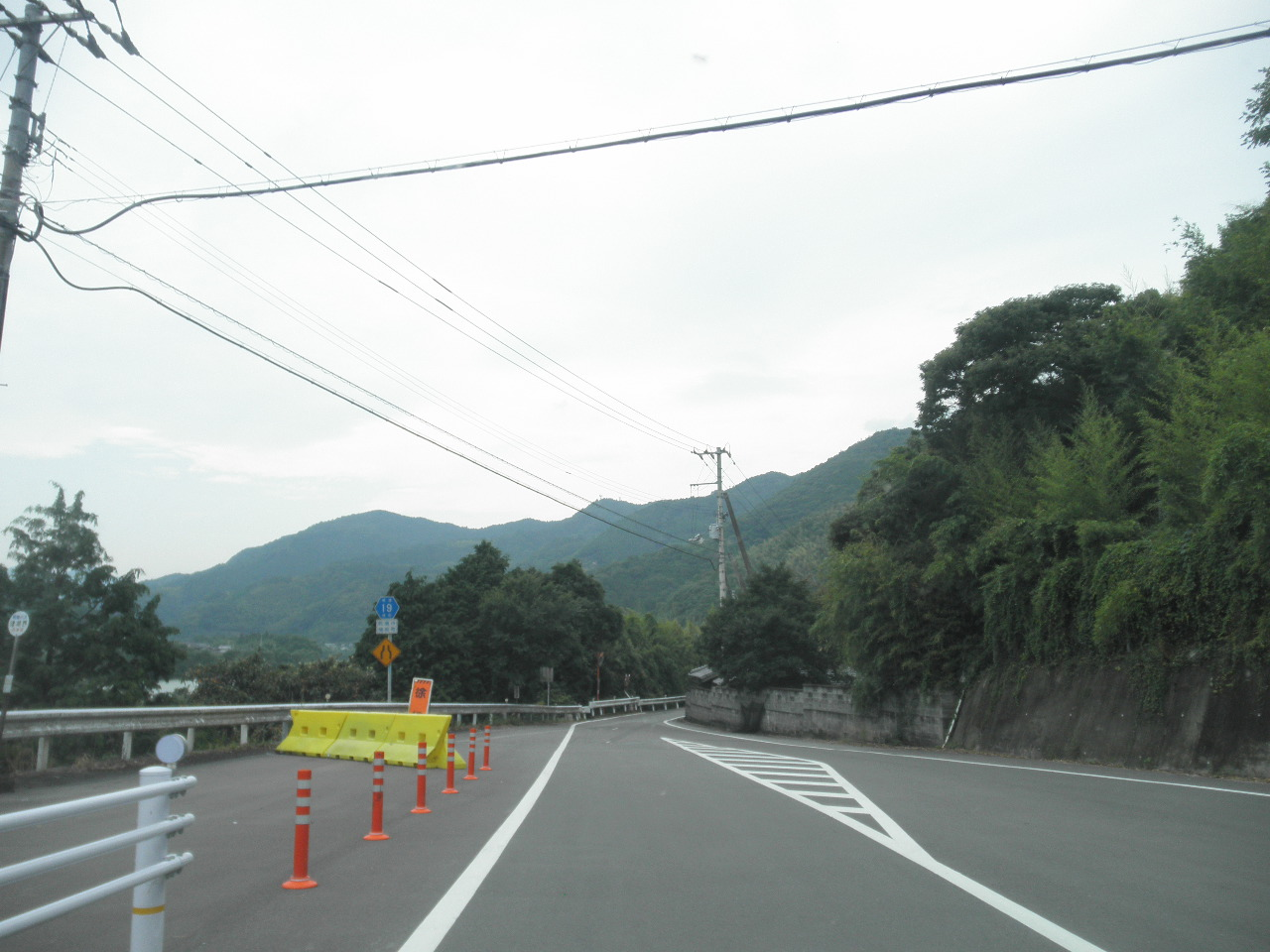
起点の場所
阿南市楠根町字七浦で撮影

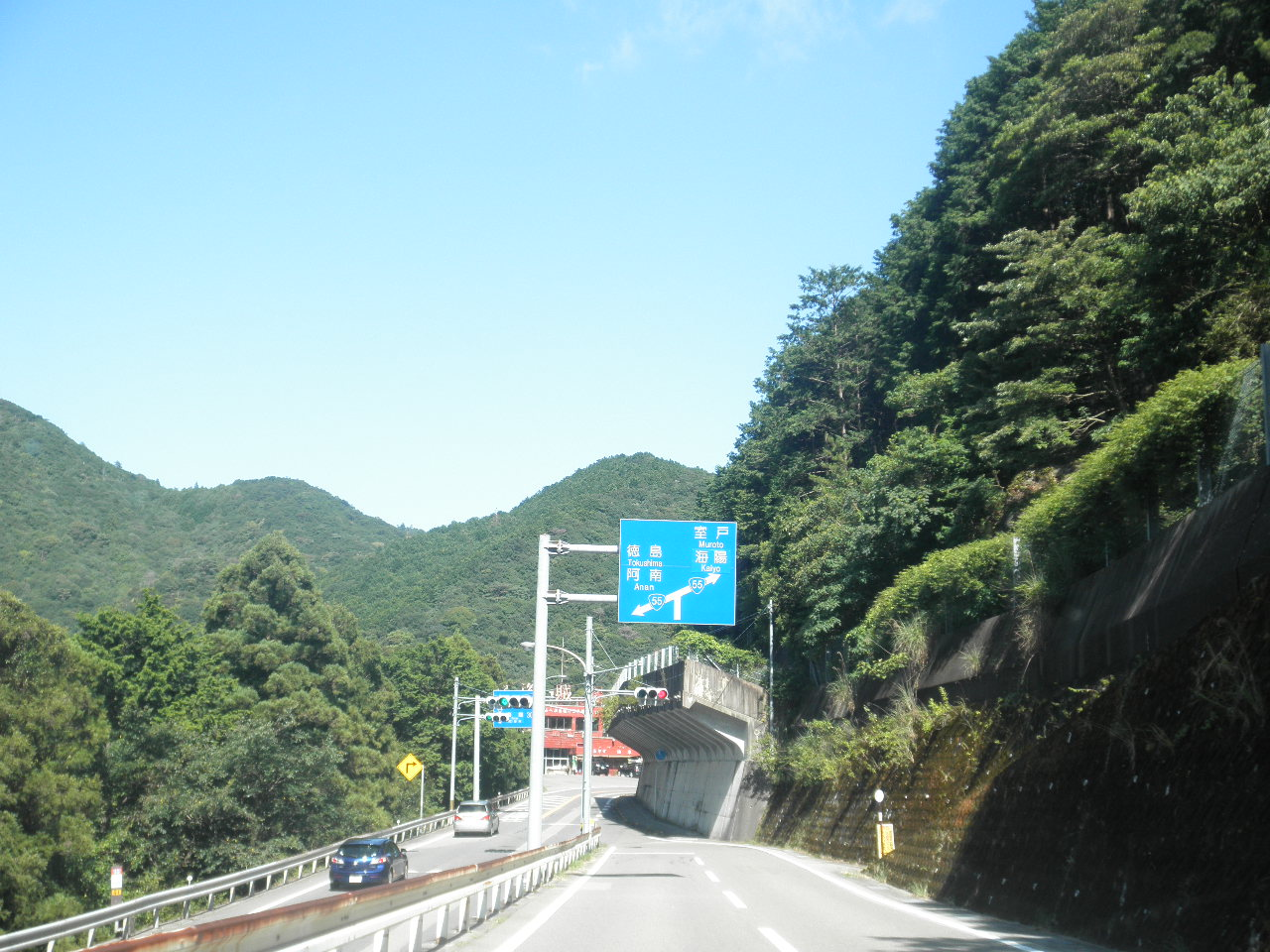
終点付近
美波町北河内字本村で撮影

### 通過する自治体
- 阿南市
- 那賀郡那賀町
- 海部郡美波町

### 交差する道路
- 徳島県道28号阿南小松島線（阿南市楠根町、起点）
- 徳島県道282号大井南島線（阿南市十八女町宮ノ前）
- 徳島県道282号大井南島線（徳島県道283号和食勝浦線 重複）（阿南市大井町）
- 徳島県道283号和食勝浦線（阿南市大井町）
- 国道195号（那賀郡那賀町仁宇）
- 徳島県道291号竹ガ谷鷲敷線（那賀郡那賀町阿井）
- 国道195号（那賀郡那賀町吉野）
- 徳島県道35号阿南相生線（那賀郡那賀町雄南尻）
- 徳島県道289号赤松由岐線（海部郡美波町赤松）
- 徳島県道290号日浦野田線（海部郡美波町赤松）
- 国道55号（海部郡美波町北河内、終点）

### 沿線にある施設など
- 那賀川
- 午尾の滝（阿南市）
- 鶴林寺（四国霊場第20番、勝浦郡勝浦町）
- 氷柱観音（那賀郡那賀町）
- 道の駅鷲の里（那賀郡那賀町）
- 太龍寺ロープウェイ（那賀郡那賀町 - 阿南市）
- 太龍寺（四国霊場第21番・阿南室戸歴史文化道、阿南市）
- 徳島県立那賀高等学校（那賀郡那賀町）
- 徳島バス川口営業所（那賀郡那賀町）
- 川口ダム（那賀郡那賀町）
- 美波町赤松地区（美しい日本のむら景観百選・美波町）
- 赤松神社奉納吹筒花火（10月・美波町赤松地区）